# Бигби Волк
Бигби Волк (англ. Bigby Wolf) — вымышленный персонаж и главный герой американской серии комиксов Fables, выпускаемой DC Comics и её импринтом Vertigo. Бигби впервые появился в Fables № 1, вышедшем в июле 2002 года. Создателями персонажа являются Билл Уиллингем и Лан Медина. Он также выступает в качестве главного героя в графическом романе Fables: Werewolves Of The Heartland и комиксе Fables: The Wolf Among Us, являющемся адаптацией видеоигры The Wolf Among Us.
Бигби является членом сообщества «Фейблтаун» — фантастических персонажей из разных сказок и произведений фольклора, которые столетиями назад сформировали в Нью-Йорке подпольное общество, после того, как их родные земли захватил Джеппетто. Бигби — воплощение Большого и Страшного Серого Волка, появляющегося в качестве злодея в таких сказках, как «Красная Шапочка», «Петя и волк» и «Три поросёнка». Он фактически бессмертен, как и большинство других Сказаний. Бигби способен менять своё обличье, превращаясь в полуоборотня, оборотня и гигантского волка. Получив прощение за свои прошлые поступки, Бигби взял на себя роль шерифа Фейблтауна, и в последующие столетия он в основном оставался в своей человеческой форме, пытаясь оставить своё тёмное прошлое грозного хищника.
Бигби Волк получил положительные отзывы за свою сложную характеристику антигероя.

## Создание и концепция
По своей сути Бигби — монстр. Цивилизованный Бигби — это оболочка вокруг него, цель которой —  не дать монстру выбраться наружу. Но иногда оболочка ломается.
Бигби Волк впервые появился в первой главе первой сюжетной арки Fables под названием «Old Tales Revisited», которая была собрана в торговой книге «Fables: Legends in Exile». Сюжетная арка включает в себя тайну убийцы Роуз Ред. Её парень Джек Хорнер сообщает Бигби, что она была убита. Бигби оповещает сестру Роуз, Белоснежку, а затем приступает к расследованию места преступления в качестве шерифа Фэйблтауна. В этих ранних появлениях мускулистое тело Бигби, лохматые волосы и привычное хмурое лицо сравниваются с образом Росомахи, которого играл Хью Джекман. Визуальный дизайн Бигби вызывает ощущение нуара и сравнивается с персонажем Клинта Иствуда — Грязным Гарри, а также с различными персонажами частных детективов Хамфри Богарта. Курит непрерывно, носит бежевый плащ и расстёгнутый галстук поверх классической рубашки. Хотя Бигби противопоставлен типичному бинарному представлению человека и животного, комикс начинается с довольно типичной трансформации человека в животное для персонажа. Творческая команда серии комиксов, Марк Бэкингем и Билл Уиллингем, подтвердила, что Бигби начинал со злобной личности как с части своей истории происхождения, но его увлечение Белоснежкой и желание защитить её стало поворотным моментом для персонажа. Длительный путь Бигби к искуплению постоянно чередуется с множеством возможностей вернуться к своей звериной и насильственной натуре, которая, по словам Бэкингема и Уиллингема, никогда не исчезнет полностью. Его постоянная внутренняя борьба за то, чтобы держать себя в руках, считается необходимой для того, чтобы он мирно сосуществовал с другими Сказаниями в сообществе, и что это единственный способ для него найти искупление и прощение. Хотя Бигби играет важную роль в защите Фэйблтауна от различных угроз, он часто пугает тех самых людей, которых защищает, потому что они знают о его тёмном прошлом.
Бигби выступает главным героем спин-оффа графического романа «Fables: Werewolves Of The Heartland».

## Характеристика
Как персонаж, созданный по образцу культурного архетипа — Большого и Страшного Серого Волка, Бигби имеет больше общего с Джесси Джеймсом или Робин Гудом, нежели чем с традиционными сказочными персонажами. Бигби изображается в первую очередь как поборник того, что он считает правильным, который никогда не относился к закону слишком строго, поскольку сам проявлял готовность нарушить собственные правила. В эссе «Negotiating Wartime Masculinity in Bill Willingham’s Fables» Марк Хилл описал Бигби как «наполовину упрямого детектива, наполовину солдата, наполовину антигероя», и отметил, что его роль защитника Фэйблтауна включала в себя что-то среднее между «городским шерифом и тайным шпионом». Он отметил, что стереотипный образ голливудского полицейского детектива Бигби является лишь одним из аспектов разрозненных повествований и многовековых культурных идеологий, составляющих личную историю персонажа. Хилл связал Бигби с мономифом Джозефа Кэмпбелла как аутсайдера, наделённого сверхъестественными способностями от рождения, с легендой о Беовульфе в его способности принимать альтернативное обличье существа, похожего на оборотня, а также с политикой конфликта и войны, которая была в Fables историей службы персонажа и его участием в сюжетной линии борьбы с повстанцами. Хилл утверждал, что персонаж служит концепцией, первоначально разработанной Хоми Бхабхой, «в которой педагогические, националистические и устойчивые нарративные дискурсы конструируют, маневрируют и согласовывают идентичность».
Клаудия Швэйб согласилась с Хиллом в том, что мужественность и героизм Бигби ещё больше подчёркивается его участием в военном конфликте. Она также отметила, что Бигби — сверхъестественное существо-оборотень, живущее в Америке — в конечном итоге оказывает поддержку своему «врагу» — созданной нацистами версии классического чудовища Франкенштейна — который на самом деле не питает враждебных намерений по отношению к Бигби после того, как его обманом заставили обезглавить существо, и указала, что исход сюжетной арки демонстрирует готовность комиксов бросить вызов воображению читателей о классических монстрах и сказочных существах как о злых существах. По её мнению, Fables указывают на то, что все поступки могут быть прощены и что любой злодей может найти искупление, если захочет и попытается.
В своей книге «A Tour of Fabletown: Patterns and Plots in Bill Willingham’s Fables» Нета Гордон заметила, что новые элементы персонажа Бигби были представлены в более поздних сюжетных арках комикса, где его часто изображают заинтересованным, заботливым отцом-защитником. Она полагала, что отцовский образ Бигби усиливает его функцию «поставщика мужественности военного времени», и что он «необычайно богат» по сравнению с обычными сказками и фольклорными отцами.

## Биография в комиксах
После того, как Бигби сошёл со своего жестокого пути, он стал много курить. Он носит тренчкот и является шерифом Фэйблтауна. Он чрезвычайно хитрый и находчивый, а также отличный детектив. Бигби теперь оборотень и может принимать обличье волка, человеческий облик и промежуточную стадию «человека-волка». В «The Great Fables Crossover» выясняется, что натура Бигби как одного из сыновей Северного Ветра позволяет ему менять эти облики по желанию. Он сын Северного Ветра и может контролировать небольшие ветры, а также «сдувать» что-либо. Хотя Бигби изменился, он все ещё может быть жестоким, если считает, что того требует ситуация.
Бигби испытывает чувства к Белоснежке. Он покидает свой пост шерифа и уезжает из Фэйблтауна из-за избрания мэром Прекрасного принца, которого он презирает. Затем он женился на Белоснежке и теперь живёт с ней и их детёнышами на специально отведённом участке земли фермы. В «The Destiny Game» Бигби заставляет Леди Озера изменить свою судьбу: он никогда не состарится, но будет продолжать расти в силе и могуществе; влюбиться в Белоснежку; быть отцом семерых детей, которые станут богами и монстрами, опустошающими миры; он умрёт семь раз, пережив всех своих детёнышей.
В конце концов, Бигби погибает от рук принца Брандиша, который превращает его в стеклянную статую, а затем разбивает её. Пока жители 13-го этажа пытаются собрать его осколки вместе в надежде оживить, миссис Спрэт крадёт часть его стеклянного тела. В своём личном раю, Бигби встречает Боя Блю и его сына. Бой Блю говорит ему, что он может вернуться в мир живых, но это будет непростой задачей. Он также говорит, что Бигби должен был стать одним из великих разрушителей, но его судьба изменилась из-за его любви к Белоснежке. В конце концов Бигби возрождается, но в диком состоянии. В финальной арке он убивает нескольких офицеров, а также Озму, Чудовище и Дроздоборода. Затем Бигби противостоит Коннеру.
В конце концов Бигби и Белоснежка живут долго и счастливо вместе со своими детьми.

## Другие появления

Бигби в обличии гигантского волка сражается
со стеклянными двойниками Кровавой Мэри
(The Wolf Among Us)

Бигби Волк является главным героем видеоигры The Wolf Among Us. Его озвучивает Адам Харрингтон, который также озвучивает Дровосека из «Красной Шапочки», давнего противника Бигби. Игроки управляют Бигби, и он расследует жестокие убийства сказочных персонажей. Бигби может взаимодействовать с объектами и разговаривать с персонажами, управляемыми компьютером, многие из которых являются известными персонажами Fables, включая Белоснежку, Дровосека и Красавицу. Варианты диалога, выбранные во время разговоров, могут иметь положительное или отрицательное влияние на то, каким видят Бигби другие персонажи, и их восприятие имеет последствия, которые влияют на будущие события в повествовании. В экшн-сценах Бигби приходится молниеносно действовать, а игрокам контролировать его действия быстрыми нажатиями клавиш.
Разветвлённое повествование видеоигры адаптировано и упорядочено в единый сюжет в комиксе под названием Fables: The Wolf Among Us, первый выпуск которого вышел 10 декабря 2014 года и был опубликован Vertigo Comics. Сценаристами выступили Мэтью Стёрджес и Дэйв Джастус. Fables: The Wolf Among Us служит каноническим приквелом к серии комиксов. Он завершился 3 ноября 2015 года и был собран в Fables: The Wolf Among Us Vol.1. Бигби также появился в комиксе Batman vs. Bigby! A Wolf in Gotham. Он отправился в Готэм-Сити на поиски могущественной книги заклинаний и столкнулся с Тёмным рыцарем. Сначала у них вышел конфликт, но затем они объединились против общей угрозы.
Бигби должен появиться в продолжении первой игры, в The Wolf Among Us 2, в которой Харрингтон снова сыграет свою роль.

## Отзывы и критика
Бигби Волк был положительно воспринят критиками. В некоторых изданиях считают, что Бигби один из самых главных героев в Fables из-за центральной роли, которую он играет на протяжении большей части повествования. Канненберг считает, что первоначальное изображение Бигби как циничного детектива в плаще с привычкой курить сигарету в его ранних появлениях добавляет убедительный оттенок нуара в историю. В IGN Бигби выбрали как одного из своих любимых персонажей Fables, описав его как «Росомаху и Циклопа из команды Fables в одном лице», и «скорее всего, самого невероятного семьянина во всем Фэйблтауне», что добавляет ему привлекательности как главного героя.
Интеграция Бигби в видеоигру The Wolf Among Us также была хорошо воспринята. В 2014 году Адам Харрингтон, озвучивший Бигби, был номинирован на премию Британской Академии в области видеоигр за своё исполнение, а также на премию NAVGTR за исполнение главного героя в драме.
Джастин Кларк из Gamespot описал Бигби как «резкого, холодного и задумчивого» Росомаху, который носит плащ Сэма Спейда, отметив его физическое сходство с персонажем Сойером из сериала «Остаться в живых». Но всё же отмечал, что в игре Бигби — это «другой, более лёгкий, более человечный персонаж» даже в свете любых жестоких решений, которые игрок мог принять. Дэвид Хинкль из Engadget похвалил игру за «опьяняющее» смешение таких зрелых тем, как покаяние и искупление, со сказочной магией и суевериями, как часть сюжетной линии Бигби. Он отметил, что Бигби не является ни доброжелательным, ни злобным, и что он существует где-то посередине с точки зрения морали, проявляя сочувствие в один момент и намеренно провоцируя кого-либо в другой. Джозия Харрист из Killscreen пишет, что Бигби «крадёт всеобщее внимание как, казалось бы, неисправимый антигерой, жаждущий искупления» и что это иронично, что «самый большой, самый плохой монстр из Фэйблтауна оказывается тем, кто хранит мир». Оззи Мехиа из Shacknews назвал Бигби «интересным, многомерным персонажем», которого можно превратить в «бессердечного мстителя» или человека с «золотым сердцем под его грубым внешним видом», в зависимости от выбора игрока.
Возможность Бигби выплеснуть гнев и ярость на других персонажей игры была предметом обсуждения и анализа. Брайан Альберт из IGN сравнил Бигби Волка с Ли Эвереттом из The Walking Dead: The Game, написав, что в отличие от Ли, репутация Бигби доминирует в его разговорах, его работе и его отношениях, все знают о Бигби и его прошлом. Кристофера Уильямса из Pop Matters позабавила возможность того, что Бигби (по усмотрению игрока) отомстит неигровым персонажам за их женоненавистническое неправильное употребление слова «сука», которое буквально означает собаку женского пола, как форму оскорбления. Уильямс написал, что Бигби потенциально может проучить тех, «кто обеспокоен случайным женоненавистничеством», и воздействовать на них как «ошеломительный эффект», следующий за «чрезмерное использование языка».
После первого анонса The Wolf Among Us 2 в июле 2017 года Алекс Уокер из Kotaku предпочёл, чтобы во второй игре история больше вращалась вокруг Бигби, нежели чем вокруг Белоснежки или политических махинаций в Фэйблтауне, как это было в повествовании первой игры.
В 2022 году Скут Аллан из Comic Book Resources включил Бигби в топ самых страшных оборотней из комиксов на 9 место.